# Буткевич Ганна Геннадіївна
Анна Геннадіївна Буткевич (н 27 лютого 1985, Дніпропетровськ, УРСР) — українська теле- і радіоведуча, співачка, акторка, модель, ведуча радіошоу «Без гриму». Експерт телешоу «Поверніть мені красу» (2018), донька бізнесмена Геннадія Буткевича, співвласника корпорації АТБ-Маркет.

## Біографія
Народилася 27 лютого 1985 року в Дніпропетровську, закінчила юридичний факультет ДНУ ім. Гончара. 2015 року знялася в кліпі «Это всё она» російського співака Сергія Лазарєва та у кліпі «Your style» групи «Kazaky», стала обличчям бренду Андре Тан, 2016 — ювелірного дому «The House of Moussaieff».
З 2016 року — авторка й ведуча радіошоу «Без гриму». 2016 зіграла головну роль в комедії Олександра Шапіра «Future in the past».
2017 — ведуча червоної доріжки конкурсу «Євробачення-2017», зіграла головну роль в короткометражному фільмі «Говори зі мною» (режисерка Катерина Лесик), знімалася в телесеріалі «Жіночий лікар». 2018 — експерт у телешоу «Поверніть мені красу».
2018 року знялася у фільмі Фредеріка Петіжана «Холодна кров», у фільмі «Тут і Зараз» режисера Олександра Шапіро, у другому сезоні телесеріалу «Школа».
2019 року — модель на Тижні моди в Нью-Йорку, обличчя обкладинки осіннього номера XXL, ведуча двох ефірів шоу «Танці з зірками». У грудні 2019 року випустила кліп «Без гриму» із Ніком Бейтманом. З'явилася на обкладинці українського «Playboy».
2020 — знялася в українсько-британському трилері «Спадок брехні». Учасниця благодійного марафону «Ти не один» для допомоги українським лікарям, виконала пісню «Ой, у вишневому саду». Знялася в кліпі DZIDZIO «Зимова казка».
2020 — представник члена наглядової ради корпораціі АТБ-маркет.
2021 — знялася в серіалах «З ким поведешся» (1+1) і «Авантюра на двох» (СТБ). Засновниця премії «Золота рукавичка», яку присуджують героям шоу «Без гриму».

## Родина
Сергій Рибалка — колишній чоловік, народний депутат, були одружені з 2006 до 2009 року, народила доньку Роксолану.
Бере участь в благодійних проектах і аукціонах.

## Дискографія
| Рік  | Кліп                                                                   | Режисер                        | Примітки | Посилання     |
| 2019 | «Без гриму [Архівовано 25 травня 2021 у Wayback Machine.]»             |                                | У кліпі знявся чемпіон світу з бойових мистецтв Нік Бейтман (Nick Bateman)                                                                                 | [ 22 ]        |
| 2020 | «Под крылом добра [Архівовано 24 травня 2021 у Wayback Machine.]»      | Серьога                        | | [ 23 ]        |
| 2020 | «Без женатого [Архівовано 24 травня 2021 у Wayback Machine.]»          | Семен Горов                    | Кліп знято у жанрі музикальної комедії, Анна виконала 10 ролей                                                                                             | [ 24 ] [ 25 ] |
| 2020 | «Перестань мне звонить [Архівовано 24 травня 2021 у Wayback Machine.]» | Руслан Махов, Кирило Буняк     | | [ 26 ]        |
| 2020 | «Хочу быть слабой [Архівовано 24 травня 2021 у Wayback Machine.]»      | Семен Горов                    | Новорічна історія про Попелюшку під час карантину. 2021 року композиція стала саундтреком серіалу «З ким поведешся» (1 + 1), де Анна виконала одну з ролей | [ 27 ]        |
| 2021 | «Вася [Архівовано 24 травня 2021 у Wayback Machine.]»                  |                                | |               |
| 2021 | «Хотела [Архівовано 24 травня 2021 у Wayback Machine.]»                | Dzidzio                        | В кліпі використанні кадри з фільму Де Гроші, де Анна зіграла роль Ріти                                                                                    |               |
| 2021 | «Гріх маю [Архівовано 24 травня 2021 у Wayback Machine.]»              |                                | Українська народна пісня |               |
| 2022 | «СеЛяВі [Архівовано 24 травня 2021 у Wayback Machine.]»                |                                | |               |
| 2022 | «Адреналін»                                                            | Денис Маноха, Макс Шелковніков | |               |
| 2022 | «Засипала»                                                             | Костя Гордієнко                | |               |
| 2022 | «Моя подруга»                                                          | Семен Горов                    | |               |

## Фільмографія
| Рік       |    | Українська назва | Оригінальна назва          | Роль                                |
| --------- | -- | ---------------- | -------------------------- | ----------------------------------- |
| 2016      | ф  |                  | Future in the past         | Соня                                |
| 2017      | кф | Говори зі мною   |                            | Даша                                |
| 2017—2019 | с  | Жіночий лікар    |                            | Даша                                |
| 2018      | с  | Школа            |                            | директорка модельного агентства     |
| 2018      | ф  | Тут і Зараз      | Здесь и Сейчас             | Полі                                |
| 2019      | ф  | Холодна кров     | Legacy: La mémoire du sang | Сара Голд                           |
| 2020      | ф  | Спадок брехні    | Legacy of Lies             | Тетяна                              |
| 2021      | с  | З ким поведешся  | С кем поведёшься           | директорка салону                   |
| 2021      | с  | Авантюра на двох |                            | Тамара (дружина начальника поліції) |
| 2021      | ф  | Де гроші         |                            | Ріта                                |
| 2025      | ф  | раша гудбай      |                            | Марія                               |